# Sinagogas de El Cairo

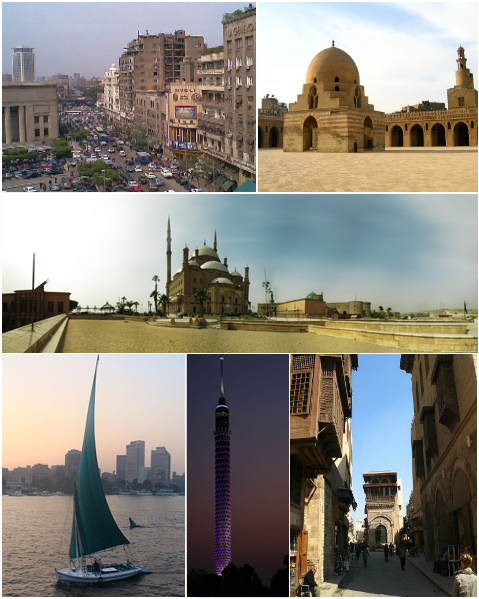
Ciudad de El Cairo.

Sinagogas de El Cairo, hoy en día todavía hay algunas sinagogas en la ciudad de El Cairo, en la República Árabe de Egipto. Los judíos egipcios constituyen una de las comunidades judías más antiguas del Mundo. El núcleo histórico de la comunidad indígena egipcia consistía principalmente en judíos rabanitas y caraítas de habla árabe. Después de su expulsión del Reino de España, más sefardíes y caraítas judíos comenzaron a emigrar a Egipto y su número aumentó significativamente con el crecimiento de las perspectivas comerciales después de la apertura del Canal de Suez en 1869. Como resultado, los judíos de todos los territorios del Imperio otomano, así como de Italia y Grecia comenzó a instalarse en las principales ciudades de Egipto, donde prosperaron. La comunidad asquenazita, que principalmente estaba confinada en el barrio de Darb al-Barabira de El Cairo, comenzó a llegar después de las oleadas de pogromos que azotaron Europa en la última parte del siglo XIX. A finales de los años 50, Egipto comenzó a expulsar a su población judía (estimada entonces entre 75.000 y 80.000 personas en 1948) también el gobierno egipcio empezó a confiscar las propiedades de los judíos en aquella época. En 2016, la líder espiritual de los judíos en Egipto, Magda Tania Haroun, declaró que había seis judíos en todo el país, todos ellos eran mujeres mayores de 65 años.

## Sinagoga Ben Ezra
La Sinagoga Ben Ezra (en hebreo: בית הכנסת בן עזרא) (en árabe: معبد بن عزرا) a veces conocida como la sinagoga El-Geniza (en hebreo: בית כנסת אל גניזה) o la sinagoga de los palestinos, se encuentra en el barrio antiguo de El Cairo, en Egipto.

## Sinagoga Ets Hayim
La Sinagoga Ets Hayim (en castellano: el árbol de la vida) (en árabe: معبد حنان) es una sinagoga que se encuentra en la capital de Egipto, El Cairo. El templo fue construido en 1900. La sinagoga se encuentra en el barrio de Daher. El suelo de mármol del templo, resultó dañado durante el terremoto del 12 de octubre de 1992. La sinagoga es protegida por el consejo supremo egipcio de antigüedades. El templo es custodiado por un policía. La sinagoga fue utilizada por última vez en 1967.

## Sinagoga Maimónides
La Sinagoga Maimónides (en hebreo: בית הכנסת הרמב"ם) (transliterado: Beit HaKneset HaRambam ) (en árabe: كنيس ابن ميمون) también conocida como la sinagoga Rav Moshe, es una histórica sinagoga situada en El Cairo, Egipto. Una sinagoga ha existido en la zona desde el siglo X y fue nombrada posteriormente como el famoso filósofo judío, Rabino y médico Maimónides, después de su llegada, alrededor del año 1168, como consecuencia de su exilio de Córdoba, en España a manos de los almohades. Se cree que la tumba original de Maimónides se encuentra dentro del edificio. En marzo de 2010, el gobierno egipcio completó la restauración del edificio actual, que data de finales del siglo XIX.

## Sinagoga Sha'ar HaShamayim
La Sinagoga Sha'ar HaShamayim (en hebreo: שער השמים) (en árabe: كنيس عدلي) se encuentra en la ciudad de El Cairo, en Egipto. La sinagoga era también conocida como el Templo Ismailia y la sinagoga de la calle Adly. Su líder histórico fue el gran rabino Chaim Nahum. En 2008, la sinagoga celebró su 100 cumpleaños. La sinagoga fue construida en un estilo que evoca los antiguos templos egipcios, y que una vez fue el edificio más grande del bulevar.